# Robin Fox
Robin Fox (Haworth, Yorkshire, 15 de julio de 1934- 18 de enero de 2024) fue un antropólogo angloamericano que escribió sobre temas como el matrimonio, sistemas humanos de parentesco y sobre antropología evolutiva y sociología. 

## Biografía
Fundó el departamento de antropología en la Universidad Rutgers en 1967 y permaneció como profesor allí por el resto de su carrera. Fox publicó ocho libros, entre los que se incluye un trabajo, El animal imperial, con Lionel Tiger en 1972, que defendía la teoría de los carnívoros sociales en la evolución humana. Su hija Kate Fox también es una antropóloga, conocida por Mirando a los ingleses.

## Libros

### En castellano
- Sistema de parentesco y matrimonio. El libro de bolsillo 1. Alianza Editorial. 1985. p. 2008. ISBN 9788420620138.

### En inglés
- The Keresan Bridge: A Problem in Pueblo Ethnology. London School of Economics Monographs on Social Anthropology. Berg Publishers. 1967. p. 208. ISBN 978-1-45-20001-5 |isbn= incorrecto (ayuda).
- (con Lionel Tiger)  The Imperial Animal. Holt, Rinehart and Winston. 1971. p. 308. ISBN 9780030865824.
- Kinship and marriage: an anthropological perspective. Cambridge studies in social anthropology 50. Cambridge University Press. 1983. p. 273. ISBN 9780521278232.
- The search for society: quest for a biosocial science and morality. Rutgers University Press. 1989. p. 264. ISBN 9780813514888.
- Encounter with anthropology (2ª edición). Transaction Publishers. 1991. p. 338. ISBN 9780887388705.
- Reproduction and Succession: Studies in Anthropology, Law, and Society. Transaction Publishers. 1993. p. 269. ISBN 9781560009245.
- The Challenge of Anthropology: Old Encounters and New Excursions. Transaction Publishers. 1994. p. 431. ISBN 9781560008279.
- Conjectures & confrontations: science, evolution, social concern. Transaction Publishers. 1997. pp. 212. ISBN 9781560002864.
- The passionate mind: sources of destruction & creativity (2nd edición). Transaction Publishers. 2000. p. 331. ISBN 9780765806321.
- Participant observer: memoir of a transatlantic life. Transaction Publishers. 2004. p. 575. ISBN 9780765802385.
- The tribal imagination: Civilization and the savage mind. Harvard University Press. 2011. p. 417. ISBN 978-0-674-05901-6.